# Những cải cách của Marius

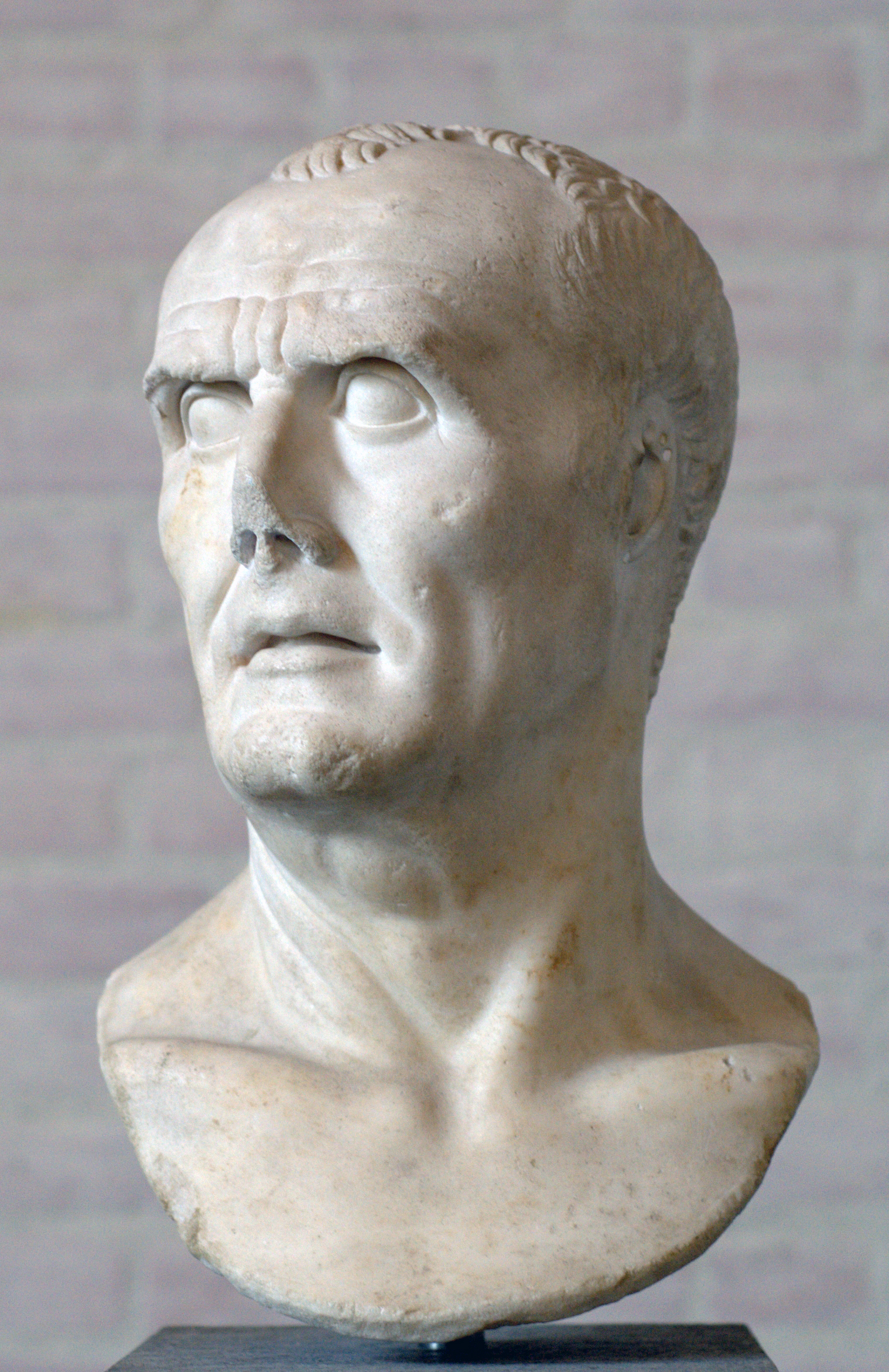
Gaius Marius

Những cải cách của Marius là một loạt các cải cách về quân sự được khởi xướng bởi Gaius Marius, một chính khách và tướng quân của Cộng hòa La Mã

## Quân đội La Mã trước cải cách của Marius
Cho đến cuối thập nên cuối cùng của thế kỷ thứ 2 trước Công nguyên, điều kiện để trở thành một người lính của Cộng hòa La Mã hết sức khắc nghiệt.
- Anh ta phải thuộc tầng lớp dân cư La Mã thứ năm hoặc cao hơn
- Anh ta phải có tài sản trị giá ít nhất 3000 sesterces.
- Anh ta phải tự trang bị vũ khí cho chính mình.

Khi chiến tranh nổ ra, hai quan chấp chính sẽ được giao nhiệm vụ chiêu mộ một lực lượng từ tầng lớp dân cư đáp ứng các điều kiện đã nêu trên. Như thường lệ, một quan chấp chính sẽ lãnh đạo lực lượng tình nguyện này ra chiến trận. Như bạn có thể tưởng tượng, không phải bất cứ vị chấp chính được bầu chọn nào cũng thông thạo trận mạc. Ví dụ, năm 113 TCN, Chấp chính Gnaeus Papirius Carbo bị đánh bại bởi bộ tộc Cimbri ở vùng Teutons, mất 180 ngàn trên 200 ngàn lính. Tai họa này còn được tiếp nối bởi một cuộc chiến kéo dài tại Phi Châu trước vua Jugurtha của Numidia. Chấp chính Quintus Caecilius Metellus được giao nhiệm vụ chỉ huy trận chiến này. Metellus tuy không thua trận nào nhưng sau hai năm vẫn chưa dứt khoát được cuộc chiến. Gaius Marius, khi đó đang chỉ huy một Quân đoàn, đề nghị Metellus cho anh ta về Roma để tranh cử chức Chấp chính vào cuối năm 108 TCN. Nhưng khi Marius trở thành một Chấp chính vào năm 107 TCN và được giao nhiệm vụ kết thúc trận chiến với Jugurtha, ông không nắm trong tay một chút lực lượng nào cả. Lực lượng mà Metellus chỉ huy đã được giao lại cho Chấp chính tối cao Lucius Cassius Longinus để chiến đấu với lực lượng của bộ tộc Cimbri lúc này đã vượt qua dãy Alps vào các lãnh thổi Gaule của La Mã. Marius bây giờ không có lực lượng để thực hiện cuộc chiến tại Phi Châu. Các tầng lớp dân cư đủ chuẩn tuyển mộ đã gần như hết do các thất bại quân sự trước đó. Để vượt qua vấn đề này, ông bắt đầu thực hiện một số cải cách.

## Những cải cách của Marius
Cải cách lớn nhất của Marius là việc ông chú ý đến tầng lớp dân cư La Mã không có đất (capite censi), giữ những tầng lớp mà ông có thể tuyển mộ. Bởi vì hầu hết capite censi nghèo và không thể xoay xở để mua vũ khí trang bị cho chính mình, Marius thu xếp chính quyền sẽ cấp vũ khí cho họ. Ông đề nghị cho những công dân không có quyền bầu cử công việc và lương bổng của một người lính chuyên nghiệp, và cơ hội có thể nhận được chiến lợi phẩm trong các chiến dịch. Với rất ít hy vọng có được chỗ đứng trong xã hội La Mã bằng con đường khác, những người La Mã bình dân kéo đến đầu quân cho Marius. Những người lính chuyên nghiệp này được đào tạo cho một thời gian phục vụ quân ngũ dài 25 năm.
Với lực lượng thường trực này, Marius có thể tiêu chuẩn hóa việc đào tạo và trang bị khắp các [Quân đoàn Legion La Mã]. Việc huấn luyện quân có thể kéo dài một năm, hay nhiều năm tròn, chứ không chỉ đợi đến lúc cần đến họ. Marius tổ chức các Legion như sau: một Quân đoàn sẽ có số lính là 6000, trong đó 5200 là những người lính chiến đấu thực sự. Còn lại là những người lính phục vụ không tham gia chiến đấu. Tổ chức nội bộ của một Quân đoàn bao gồm 10 quân đoàn cohors, mỗi quân đoàn cohors có 6 Đại đội centuria và 5 centuria có quân số đông gấp đôi (160 lính) so với tất cả centuria khác nằm trong Quân đoàn Cohors Đầu tiên. Mỗi Centuria có 80 lính, 80 lính đó lại chia ra làm 8 nhóm, mỗi nhóm cùng ở chúng một căn liều trong lại lính gọi là một conteburnia. Centuria chiến đấu như một, hành quân như một và đóng quân như một: các centuria tự mang theo tất các đồ quân trang và quân dụng để tự nuôi sống và duy trì khá năng chiến đấu của mình. Nó làm giảm đi gánh nặng cho lực lượng quân phu và làm cho toàn lực lượng có thể hành quân nhanh hơn, xa hơn. Các Legion nhanh chóng đạt đến những điều kiện thể chất, kỹ năng và kỷ luật cao nhất, không có đối thủ trong thế giới cổ đại. Đó là cải cách quan trọng thứ hai giúp phát triển nền quân sự La Mã cổ đại.
Cải cách thứ ba của Marius là ông đã làm ra một bộ luật mà trong đó quy định khoảng trợ cấp khi về hưu là cấp đất. Các capite censi đã tham gia và hoàn thành thời gian phục vụ quân ngũ sẽ được tướng chỉ huy của mình trợ cấp một mảnh đất trong vùng bị chinh phục. Sĩ quan và chỉ huy sẽ được trợ cấp một lượng tiền mặt có giá trị gấp 10-25 lần so với một người lính thông thường.
Cuối cùng, Marius trao tặng quyền công dân La Mã cho các đồng minh Ý (Etruria, Picenum...) nếu họ đã chiến đấu vì La Mã và hoàn thành thời gian phục vụ trong Quân đội La Mã.

## Ảnh hưởng từ những cải cách của Marius
Kết quả đầu tiên, và rõ ràng nhất, là sự gia tăng trong khả năng quân sự. Không có việc khi chiến tranh đe dọa Cộng hòa La Mã, một vị tướng phải vội vàng tuyển quân, huấn luyện họ chiến đấu và kỷ luật sau đó đẩy họ ra chiến trường trong tình trạng còn non nớt kinh nghiệm. Chỉ riêng việc này đã là một nền tảng cho sự phát triển và thành công của nền quân sự La Mã.
Lợi ích khác của cải cách là sự ở lại của các lính Legion đã giải ngũ tại các vùng đất bị chinh phục. Nó giúp La Mã có thể sáp nhập vùng bị chiếm vào tỉnh của La Mã và La Mã hóa cư dân địa phương. Giảm bớt sự bất mãn và các cuộc khởi nghĩa chống lại La Mã.
Một ảnh hưởng khác của cuộc cải cách cũng xuất hiện và bị nhận ra một cách muộn màng là việc lòng trung thành của các Quân đoàn Legion La Mã bị kéo đi khỏi Viện Nguyên lão, hay Viện Nguyên lão và Nhân dân La Mã (Senātus Populusque Rōmānus), mà chuyển qua những vị tướng chỉ huy trực tiếp của mình. Nó trở nên bình thường cho vị tướng, đáng lẽ họ phải chuyển qua việc khác sau khi tình trạng thù địch với La Mã kết thúc, nhận tước phong Imperium, ông lại điều động lực lượng, vốn chỉ trung thành với mình, để củng cố quyền lực. Nó dẫn đến hàng loạt của nội chiến ở thế kỷ tiếp theo và sau cùng là sự suy vong của Cộng hòa La Mã và sự khai sinh của Đế quốc La Mã.

## Những sự điểu chỉnh sau đó
Lính Legion vào thời kỳ cuối của nền Cộng hòa và Khởi nguyên của Đế quốc thường được gọi là Lính Legion của Marius (hay là Lê dương kiểu Marius). Sau Trận Vercellae năm 101 TCN, Marius tuyên bố cấp quyền công dân cho mọi người lính La Mã. Ông bào chữa trước Viện Nguyên lão rằng
trận chiến ầm ỹ quá nên ông không phân biệt được đâu là công dân La Mã đâu là các lực lượng đồng minh. Nó ngay lập tức có tác dụng xóa bỏ quan điểm Legion của Đồng Minh. Từ đây tất cả lính Legion đều là lính La Mã, và quyền công dân đầy đủ sẽ mở ra cho bất cứ ai tham gia Quân đội. Và ba cấp bộ binh nặng khác nhau trước kia được thay thế bằng duy nhất một loại cơ bản dựa trên loại quân Principes: được trang bị với 2 thanh lao ném tên pila, một thanh kiếm ngắn tên gladius, giáp lưới (lorica hamata) hoặc giáp thép miếng (lorica segmentata), mũ sắt và một cái khiên chữ nhật che nữa người (scutum).
Vai trò của Legion Đồng minh được thay thế bằng lực lượng trợ chiến Auxilia. Mỗi một lính Legion sẽ có một lính Auxilia hỗ trợ. Auxilia gồm các loại quân đặc biệt: các kỹ sư, người mở đường, người phục vụ, cung thủ, thợ rèn, quân không chính quy, lính đánh thuê và quân địa phương.. được tuyển chọn từ các công dân không phải La Mã. Họ thường được dùng dùng để lấp đầy quân số, bắn tỉa làm rối đội hình kẻ thù, và lao công. Họ còn có thể làm trinh sát bằng cách thành lập 1 nhóm từ 10 đến nhiều hơn lính cưỡi ngựa gọi là speculatores - những người còn thể giao thư ngoài vai trò trinh sát- hoặc là một kiểu sơ khởi của tình báo quân sự.
Như là một phần của cải cách, cách tổ chức căn bản của các sư đoàn lính Legion được tiêu chuẩn hóa. Mỗi sư đàn được chia thành các Đội quân (cohors). Trước đó, Đại đội chỉ có khi các tướng lĩnh ghép các Tiểu đoàn (manipulus) lại vì yêu cầu chiến thuật, và chỉ có tính tạm thời so với các Đại đội của Legion của Marius. bây giờ một đại đôi bao gồm sáu đến mưới phần cố định, bao gồm năm đến tám Đại đội Centuriae mà mỗi Centuriae được một sĩ quan centuriō cùng một quân sư optio, một người lính có thể đọc và viết. Nó xuất phát từ kiểu tổ chức cơ bản của Legion cũ: một sĩ quan cao cấp (primus pilus) và một lính chuyên nghiệp đi theo cố vấn cho anh ta, người lính này thường có tuổi từ 50 trở lên. Ngoài ra còn có một số chức sĩ quan được thêm vào mỗi Quân đoàn ở giai đoạn Đế quốc là các aquilifer, imagifier, một tessarius và một cornicen. Sĩ quan Aquilifer giữ biểu tượng của Quân đoàn, con đại bàng Aquila, một và chỉ một cho mỗi Quân đoàn. Sĩ quan imagifier mang theo một bức tượng họac hình ảnh của Hoàng đế (bất cứ ai đang nắm quyền lực vào thời gian đó). Sĩ quan thổi kèn cornicen là trái tim của cả trận đánh, vị tướng ra lệnh và anh ta thổi kèn ra hiệu về bố trí đội hình, tấn công, rút lui và nhiều hiệu lệnh khác. Đây là con đường duy nất để ra hiệu cho các lính Legion trong sự hỗn loạn của cuộc chiến.
Mỗi Quân đoàn đều có từ 500-550 con la, mỗi con la cho 10 người lính. Vì đôi khi con la phải chở quá nặng, Marius yêu cầu mỗi người lính phải mang tất cả những gì mà mình có thể mang theo: gồm trang bị chiến đấu của anh ta, thực phẩm cho 15 ngày (tất cả khoảng từ 22 kg tới 27 kg). Những người lính vì thế mà bị gọi là các Con La của Marius (Marius' Mules) vì trọng lượng đồ đạc mà họ phải mang. Điều này giúp việc vận chuyển lương thực không quá phụ thuộc vào số lượng nhu cầu quân lính, qua đó tăng tốc đô hành quân.
Một Quân đoàn điển hình bao gồm 4.000-5.000 lính Legion cộng với các lực lượng hỗ trợ (bằng số lính Legion), phục dịch quân nhu và nô lệ. Một Quân đoàn có thể có tới 6000 quân trực tiếp chiến đấu được chia thành nhiều Đại đội chiến đấu theo một đội hình, mặc dù rất lâu sau các Sư đàn chỉ có 1000 quân để tăng tính cơ động. quân số còn phụ thuộc vào mức thương vong trong một cuộc chiến; số lính Legion trong các Quân đoàn của Julius Caesar thường có 3.500 người, và trong nội chiến với Pompey Caesar phải ghép các Quân đoàn của ông (trước đó đã bị suy giảm quân số trong các cuộc chiến) để có được một Quân đoàn đúng tiêu chuẩn.
Vài trăm năm về sau, Hoàng đế Diocletian và những người thừa kế của ông, các Quân đoàn Legion mới được tổ chức chuẩn bị cho chiến trận, như là lực lượng phòng thủ biên giới, chỉ tuyển mộ chừng 1000 lính và cũng là số lính của lực lượng quân đoàn hỗ trợ auxilium cohors. Nó phản ánh một các logic nhu cầy của gia đoạn hậu đế chế: lực lượng nhỏ thì dễ dàng hơn cho việc điều đến các khu vực căng thằng hơn là lực lượng kiểu cũ hơn, lớn hơn và họ không còn có những lực lượng bộ binh nặng nữa. THay vào đó, thường là bộ binh nhẹ đi kèm với cung thủ. Trừ khi là có sự yêu mến quyền công dân La Mã (và thường không lúc nào cũng vậy), họ thật sự không có những phẩm chất sắc bén nữa, và nếu có những phẩm chất sắc bén cũng là chỉ từ những đơn vị hỗ trợ được tuyển mộ và huấn luyện từ các bộ tộc man rợ ở trong và ngoài Đế quốc. Những Quân đoàn Legion sau này (comitatenses) cần phải được lưu ý và không nhầm lẫn với của Quân đoàn Legion bộ binh nặng trước đó.